# Vaulx-Milieu
Vaulx-Milieu là một xã thuộc tỉnh Isère, trong vùng Rhône-Alpes ở đông nam nước nước Pháp. Xã này nằm ở khu vực có độ cao từ 208-330 mét trên mực nước biển. Theo điều tra dân số năm 1999 của INSEE, xã có dân số 2216 người.
Sông Bourbre chảy theo hướng tây bắc qua giữa thị trấn.